# Serge Simon
Pour les articles homonymes, voir Simon.
Pas d'image ? Cliquez ici

a Compétitions nationales et continentales officielles uniquement.

b Matchs officiels uniquement.
Serge Simon, né le 3 juillet 1967 à Nice, est un joueur et dirigeant de rugby à XV français, évoluant au poste de pilier. Il est également médecin généraliste, et animateur radio.
De décembre 2016 à juin 2023, il est le premier vice-président de la Fédération française de rugby, responsable du haut-niveau, des relations avec la Ligue nationale de rugby et de la communication.

## Carrière de joueur
Après avoir débuté en première division avec le club de Nice en 1986, il continue sa carrière de joueur à Bègles, où il forme avec Vincent Moscato et Philippe Gimbert, la première ligne des « Rapetous », ossature principale de la fameuse tortue béglaise qui domine le rugby hexagonal en 1991.
Cela vaut à cette première ligne d'être entièrement sélectionnée en équipe de France pour partir en tournée. Stigmatisé pour sa violence lors du match États-Unis - France, Serge Simon est écarté définitivement du XV de France lors de sa deuxième sélection.
Il est en 1992, le capitaine de l'équipe de France universitaire, championne du monde. Il passe deux saisons au Stade bordelais.
Il rejoint son ancien demi-de-mêlée Bernard Laporte au Stade français Paris en 1997, toujours avec ses compagnons Moscato et Gimbert, pour obtenir un deuxième titre de champion de France en juin 1998.
Il annonce lors de la finale de la coupe Yves-du-Manoir, en juin 1999, sa retraite professionnelle. Mais il se rétracte et effectue finalement une saison au sein du club anglais de Gloucester, dirigé par le français Philippe Saint-André (saison 1999-2000).

## Reconversion

### Médecin
Serge Simon est médecin généraliste.
En 2001, il est à l'initiative de la création du Centre d'addictologie et de psychopathologie des sportifs au sein du CHU de Bordeaux.
Lors des attentats du 13 novembre 2015 à Paris, il assiste à la fusillade depuis un balcon et descend immédiatement porter secours aux blessés. Il sauve notamment la vie d'un autre joueur de rugby professionnel Aristide Barraud.

### Dirigeant de rugby

#### Président de Provale
Il est le président de l'association Provale, syndicat des joueurs de rugby français, à partir de 2000 et jusqu'au 9 octobre 2006, date à laquelle lui succède Sylvain Deroeux. En 2012, il redevient président de Provale à la suite du départ de Mathieu Blin devenu entraîneur du SU Agen. Il siège à ce titre au comité directeur de la Ligue nationale de rugby. Il laisse de nouveau son poste en 2014 au profit de Robins Tchale-Watchou, deuxième ligne de Montpellier.

#### Vice-président de la FFR

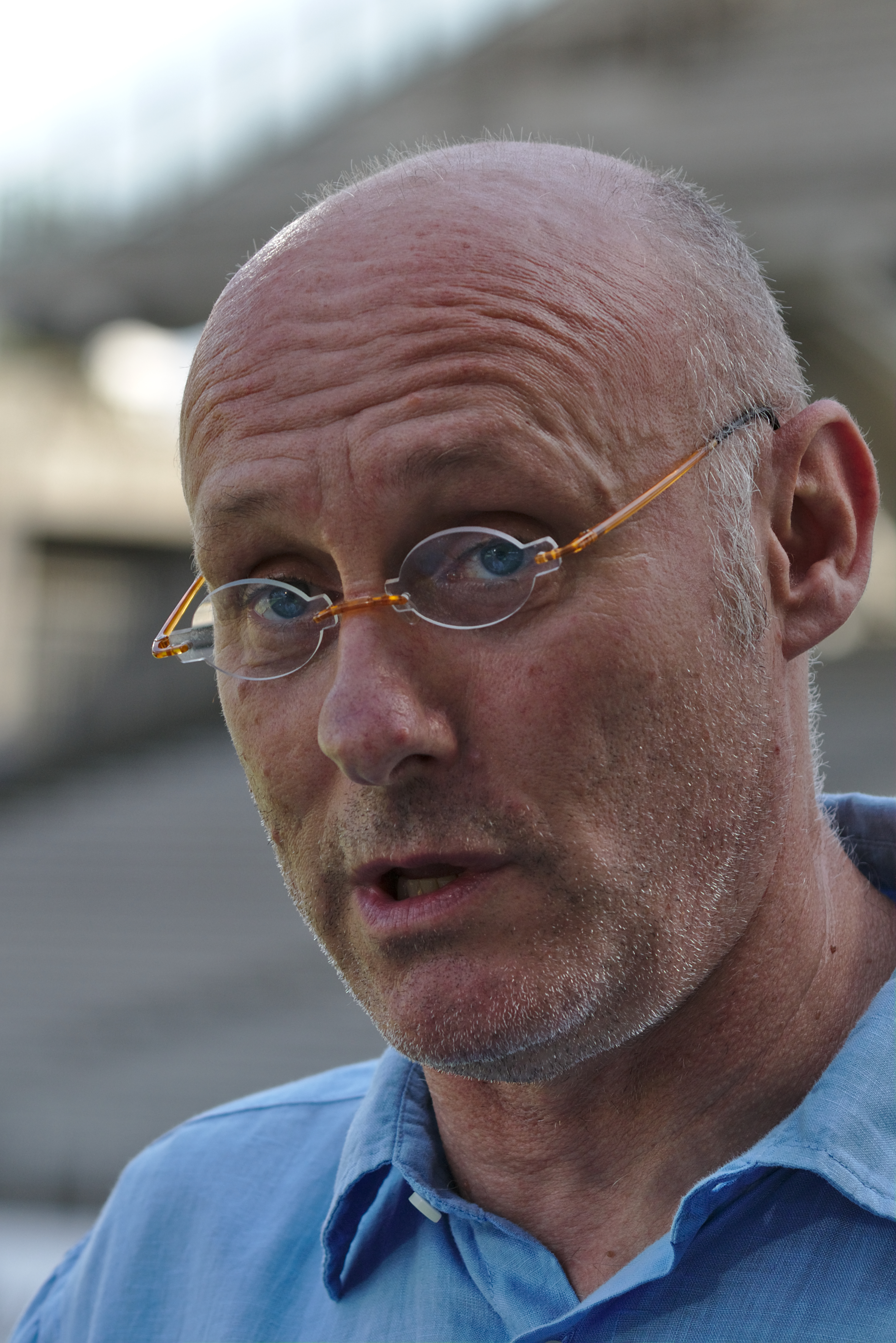
Bernard Laporte, ami et tandem de Serge Simon à la tête de la FFR.

Le 1er septembre 2015, Bernard Laporte annonce sa candidature pour l'élection du président de la Fédération française de rugby en décembre 2016, et choisit Serge Simon comme directeur de campagne. Bernard Laporte a été son coéquipier au CA Bordeaux-Bègles Gironde puis son entraîneur au Stade Français. Les deux hommes font un tour de France des clubs de rugby pour expliquer le programme du candidat. En novembre 2016, il est désigné numéro 2 de la liste conduite par l'ancien sélectionneur national.
Lors de l'élection du nouveau comité directeur, le 3 décembre 2016, la liste menée par Bernard Laporte obtient 52,6 % des voix, soit 29 sièges, contre 35,28 % des voix pour Pierre Camou (6 sièges) et 12,16 % pour Alain Doucet (2 sièges). Serge Simon intègre ainsi le comité directeur et Bernard Laporte est élu à la présidence de la fédération française de rugby. Il est alors nommé premier vice-président de la FFR, manager des équipes de France et responsable du haut-niveau, de la communication et du marketing de la FFR. Il représente la fédération au sein de l'assemblée générale et du comité directeur de la Ligue nationale de rugby, du Conseil de World Rugby et du Conseil des Six Nations.
Il fait partie avec Christian Dullin, secrétaire général, et Alexandre Martinez, trésorier général, des trois élus de la FFR rémunérés. Ses rémunérations font d'ailleurs polémique à la fin de l'année 2018. En effet, le site lemonde.fr révèle que Serge Simon a perçu annuellement 123 267 euros bruts, dont un avantage en nature - un véhicule de fonction - valorisé à 4 827 euros, alors que le plafond pour une association d'utilité publique est de 118 440 euros. Alors que les dirigeants de la Fédération reconnaissent alors « un problème » et un « dépassement dû à une erreur des services », Serge Simon indique que ce dépassement « a été remboursé » et estime avoir « tout fait dans les règles ».
En décembre 2017, à la suite des mauvais résultats du XV de France, il réalise, à la demande de Bernard Laporte, un rapport sur les difficultés de la sélection en recueillant l’avis de nombreux acteurs directs et indirects de l’équipe de France : les joueurs, le staff, les entraîneurs et les présidents du Top 14. Ce rapport mène au limogeage de Guy Novès et son staff le 27 décembre 2017 et à la nomination de Jacques Brunel au poste de sélectionneur de l'équipe de France. Ce rapport d'audit n'a jamais été rendu public et n'a pu être produit par la FFR devant le Conseil de Prud'hommes de Toulouse lors de l'audience du 14 février 2019 opposant Guy Novès à la FFR.
En 2018, il devient président de la commission du rugby féminin de World Rugby.
En 2020, il est de nouveau candidat en 2e position sur la liste de Bernard Laporte pour être réélu au comité directeur de la FFR. La liste réunit 51,47 % des voix à l'issue du scrutin le 3 octobre 2020, obtient 29 sièges. L'équipe sortante est reconduite à la tête de la fédération. Il est alors reconduit au poste de premier vice-président, chargé de la haute-performance, des relations avec la Ligue nationale de rugby et de la communication.
En 2022, il prend du recul et abandonne une partie de ses prérogatives de vice-président de la Fédération. Il ne supervise plus les secteurs de la communication et du marketing mais s'occupe toujours de la haute-performance ainsi que des relations avec la Ligue nationale de rugby et les organisateurs de la Coupe du monde 2023. Il renonce également à sa rémunération. Il justifie sa décision par « une opportunité professionnelle formidable dans le (secteur) médical. ».
En juin 2023, après la démission de Bernard Laporte et l'élection de son principal opposant Florian Grill à la tête de la FFR, Serge Simon démissionne de toutes ses fonctions et du comité directeur de la fédération.

### Consultant et animateur radio
Parallèlement, il est consultant TV notamment France 2 lors de la coupe du monde de rugby 2003 et des Jeux olympiques d'été de 2004 puis durant la coupe du monde de rugby 2007 à TF1. Ses analyses ne passent d'ailleurs pas inaperçues auprès des joueurs du XV de France qui le rangent dans leur virtuel "XV des amnésiques et des raisonnements". En 2008, il officie en tant que consultant à L'Équipe TV, dans l'émission L'Équipe du Soir. Il a également animé une émission sur la télévision locale TV7 Bordeaux : 33.7 aventures.
À la radio, il est consultant sur RMC de 2003 à 2016. De 2009 à 2012, il animait sa propre émission Sportisimon avec l'ancienne athlète Maryse Ewanje-Epée chaque samedi de 12h à 14h (initialement Sarah Pitkowski puis Isabelle Severino). Lors des Jeux olympiques d'été de 2012 à Londres, il anime le Dream Team Café chaque jour de 13h à 15h avec les consultants de la Dream Team RMC Sport. Il coanime ensuite Les Grandes Gueules du sport chaque samedi et dimanche de 10h à 13h, avec Gilbert Brisbois de septembre 2012 à juin 2014, puis avec Christophe Cessieux de septembre 2014 à novembre 2016. À la suite de son élection à la tête de la FFR, RMC et Serge Simon annoncent, le 21 décembre 2016, qu'ils cessent leur collaboration afin d'éviter de possibles conflits d'intérêts. Son président Bernard Laporte en fait de même.

## Palmarès
- Championnat de France de première division :
  - Champion (2) : 1991 et 1998.
- Challenge Yves du Manoir :
  - Finaliste (1) : 1991

## Soutien politique
Le 5 juin 2004, il assiste au premier mariage homosexuel organisé à Bègles par Noël Mamère et annulé par la suite. Choqué par la violence des réactions que cette initiative suscite, il publie une sélection des lettres de menaces et d'insultes reçues par l'élu vert dans le recueil Homophobie 2004, France,.
Lors de l'élection présidentielle de 2007, il a vivement soutenu Ségolène Royal. Il apparait en 11e position sur la liste d'Alain Rousset (PS) aux élections municipales en 2008 à Bordeaux. Il démissionne de son mandat de conseiller municipal deux jours après son élection ne souhaitant pas siéger dans l'opposition tout comme trois autres de ses colistiers dont le tête de liste Alain Rousset. Lors de l'élection présidentielle de 2012, il s'engage auprès de François Hollande et participe à l’élaboration du programme sportif du candidat socialiste.